# Cancer de la thyroïde
 Mise en garde médicale
Le cancer de la thyroïde est un cancer qui touche l'un des différents types cellulaires composant la thyroïde. Bien qu'il soit l'un des principaux cancers endocriniens, 95 % des nodules thyroïdiens s’avèrent bénins.
Parmi les 5 % restants, qui sont des tumeurs malignes, il existe plusieurs types histologiques de cancers thyroïdiens  :
- les carcinomes différenciés (90 %) : papillaires (les plus fréquents, avec plus de 80 % des cancers thyroïdiens déclarés) et vésiculaires (ou folliculaires de l'anglais follicular), qui se développent à partir de cellules qui conservent leur aspect et leurs fonctions d'origines (production d'hormones thyroïdiennes et fixation de l'iode), sont peu agressifs et d'évolution lente ;
- les carcinomes indifférenciés ou anaplasiques où les cellules ont perdu la plupart de ces fonctionnalités, sont très rares et surtout retrouvés chez des sujets âgés ;
- les carcinomes médullaires, rares, qui se développent à partir de cellules particulières de la thyroïde, les cellules parafolliculaires ou cellules C.

Ce cancer endocrinien ne compte pas parmi les plus fréquemment détectés en France, mais sa prévalence semble en forte augmentation, notamment en raison d'une amélioration du dépistage. Il fait partie des cancers qui augmentent le plus, avec, par exemple en France, depuis les années 1970, plus de 3 800 nouveaux cas par an, touchant principalement des femmes, mais tout en ayant une mortalité qui reste stable voire en légère diminution.
Grâce aux progrès des techniques diagnostiques, de l'endocrinologie et des techniques thérapeutiques comme la chirurgie, le pronostic de ce cancer est globalement excellent ; la survie relative à 5 ans des patients, tous stades et tous types histologiques confondus, s’élève à 94 %.

## Épidémiologie

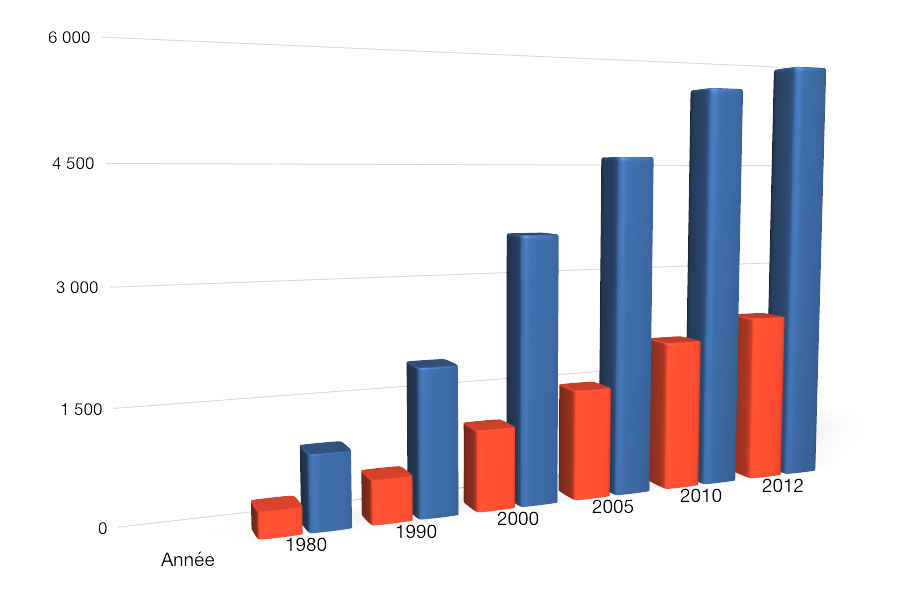
Tendance chronologique pour le cancer de la Thyroïde (rouge pour les hommes, et bleu pour les femmes) Cas repérés dans les registres du cancer en France entre 1980 et 2012. rem : tous les départements de France ne sont pas couverts par un registre du cancer. Attention, sur le graphique les intervalles entre années ne sont pas réguliers

### Incidence et mortalité
Comme d'autres cancers dits « hormonaux » (cancer du sein, cancer du testicule, une partie des cancers du pancréas et du rein), c'est-à-dire touchant des glandes importantes du système endocrinien, c'est un des cancers qui sont en augmentation régulière.

En 1985 (à la veille de l'accident de Tchernobyl), d'après les données du réseau FRANCIM, l'incidence, en France, était de l'ordre de 1,3 pour 100 000 chez les hommes et de 3,4 chez les femmes.
En 1975, l'incidence était de l'ordre de 0,5 pour 100 000 chez l'homme et de 2,1 pour 100 000 chez la femme.
En 1995, l'incidence était respectivement de 3,1 et de 5,7 pour 100 000.
Le nombre de cancers de la thyroïde est en augmentation. On compte désormais 1 500 à 2000 nouveaux cas par an.
Une analyse affinée selon le type de cancer montre que ce sont les cancers « papillaires » qui sont en forte hausse depuis les années 1980 (augmentation qui persiste dans les années 2010 chez les hommes et s'atténue chez les femmes depuis peu. Les statistiques montrent toutefois de fortes disparités géographiques pour le risques comme pour la tendance à la hausse. L'évolution de l'incidence et la mortalité divergent en raison du fait qu'il existe d'importantes différences de survie selon le type histologique de cancer : les cancers papillaires sont en forte hausse en France et ont une incidence élevée, mais leur pronostic est très favorable, alors que les cancers anaplasiques sont plus rares et leur incidence tend en outre à diminuer cependant leur pronostic très défavorable marque encore  les statistiques de mortalité.
Son incidence augmente dans de nombreux pays depuis les années 1960 et pour des raisons mal comprises, qui pourraient éventuellement partiellement au moins impliquer les retombées des essais nucléaires atmosphériques (qui ont atteint leur maximum en 1961) ; ainsi en France, selon les registres du cancer et données disponibles analysées par l'InVS en 2006, « à âge égal, les femmes nées en 1960 ont un risque de cancer de la thyroïde 8 fois plus élevé que celles nées en 1928 (année de référence, sachant que 1960/1961 sont les années où il y a eu le plus de retombées atmosphérique des essais nucléaires dans le monde). Ce risque passe à 20 pour les cancers papillaires ». Une part de cette augmentation est due à une meilleure détection et à des ablations ou opérations plus fréquentes ou précoces sur les nodules thyroïdiens.
Une sur-incidence a été constatée ; tout particulièrement (80 % des cas) chez ceux qui étaient des enfants âgés de 0 à 4 ans au moment de l'accident dans les pays les plus exposés, dans les zones les plus touchées par les retombées de Tchernobyl (en Biélorussie notamment), mais pas dans les zones faiblement touchées ni en France dans l'Est du pays d'après les données disponibles en 2000 et 2006 dans le cadre du dispositif de surveillance épidémiologique mis en place en France pour évaluer les conséquences sanitaires de l'accident de Tchernobyl en France et dans le cadre de la surveillance générale de l'incidence des « cancers thyroïdiens » et de leur mortalité induite. En 1999, 163 hommes et 298 femmes en sont décédées en France alors que le nombre de nouveaux cas annuellement détectés était de 500 pour les hommes et 2 000 pour les femmes en l'an 2000.
Les données épidémiologiques et statistiques varient selon les pays. Mais, à titre d'exemple, le Canada a estimé qu'en 2022, 6 700 Canadiens auraient dans l'année un diagnostic de cancer de la thyroïde et que 250 en mourront. On constate un important sex ratio :
1 850 hommes recevront un diagnostic de cancer de la thyroïde et que 120 mourront de la maladie ;
4 800 femmes recevront un diagnostic de cancer de la thyroïde et que 130 mourront de la maladie.

### Facteurs de risques
Les facteurs de risques sont :
- exposition à des rayonnements ionisants, principalement pendant l’enfance, externe ou interne (particules inhalées ou ingérées) ;
- carence en iode ;
- être une femme ; les femmes sont plus fréquemment touchées que les hommes, sauf en Corse depuis quelques décennies, pour des raisons à ce jour non expliquées[6].

D'autres facteurs, ainsi que l'effet de leurs interactions, sont suspectés. Ils sont d'ordre nutritionnels, reproductifs, menstruels, hormonaux et anthropométriques. Dans une moindre mesure sont évoqués les polluants chimiques (pesticides, etc.), un contexte d'endémie goitreuse ainsi qu'une prédisposition génétique.
L’irradiation de la thyroïde augmente le risque de cancer de la thyroïde en particulier chez l’enfant et l’adolescent : le facteur d’augmentation est de 80 % pour une dose de 1 000 mSv, les filles sont deux à trois fois plus sensibles que les garçons. Ce risque devient faible vers l’âge adulte et disparaît vers 35 ans.
Les retombées des essais nucléaires atmosphériques, y compris ceux qui furent menés dans le Pacifique (campagnes commencées avant la catastrophe de Tchernobyl), sont reconnues comme une des causes de l'augmentation observée de ce type de cancer. En 2023, une étude annonce que ces essais en Polynésie sont responsable de 2,3% de cette forme de cancer.
Le passage du nuage radioactif de Tchernobyl et l'augmentation du nombre de cancers de la thyroïde en France métropolitaine ont fait l'objet d'études qui ne semblent pas établir de lien direct de cause à effet. Une étude de l'Institut de veille sanitaire publiée en 2001 n'excluait pas la possibilité d’un faible excès de cancers de la thyroïde en France lié à cet accident. Le bilan sur 25 ans de l'évolution de l’incidence du cancer de la thyroïde en France métropolitaine publié en 2011 utilise des données fournies par l'IRSN et exclut un impact important des retombées de Tchernobyl.
Le cancer médullaire de la thyroïde, forme rare, peut entrer dans le cadre d'une néoplasie endocrinienne multiple de type 2, familiale.

## Anatomo-pathologie

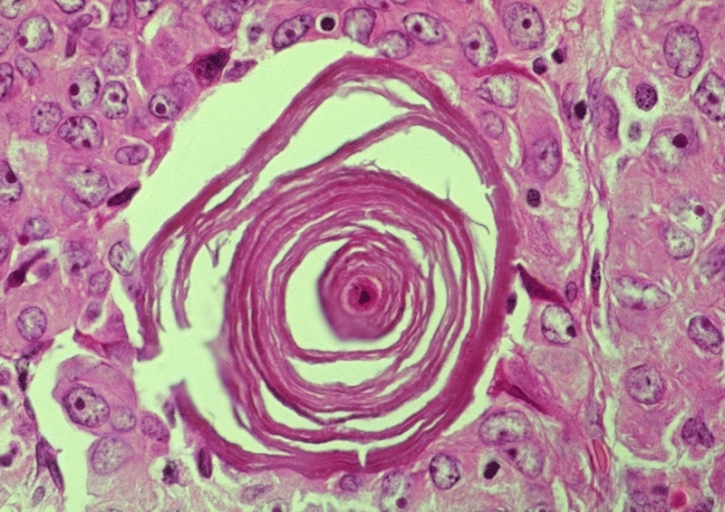
psammome : cellule nécrotique calicifiée et structure cancéreuse périphérique dans une thyroïde

Quatre types de cancer thyroïdien sont décrits : le cancer papillaire est de loin le plus fréquent, suivi par le cancer folliculaire. Les cancers anaplasiques et médullaires sont les plus rares.

## Diagnostic

### Symptômes
La plupart des cancers thyroïdiens sont asymptomatiques lors de leur découverte. La présence de symptômes peut révéler une forme plus avancée.
Ils sont dépistés sur une apparition progressive d'un nodule (masse) de la région médiane du cou, d'une adénopathie latéro-cervicale ou par la  modification récente d'un goitre thyroïdien existant et ancien.
Ils peuvent se manifester par une otalgie réflexe persistante (sans cause au niveau de l'oreille).
Très rarement des troubles hormonaux révèlent le cancer : bouffées vaso-motrices cervico-faciale, diarrhée motrice, hypertension artérielle instable se retrouvent dans le cadre d'un cancer médullaire de la thyroïde, hypothyroïdie ou hyperthyroïdie.
Il peut exister une modification de la voix (dysphonie) en rapport avec une paralysie de la corde vocale (compression du nerf récurrent).

### Examens complémentaires
L'échographie thyroïdienne permet de suspecter un cancer, surtout si le nodule a un diamètre supérieur à 2 cm, est plein et comporte des microcalcifications. Entre 7 et 15 % des nodules dépistés s'avèrent être cancéreux.
Le diagnostic est anatomopathologique, soit à l'aide d'une biopsie, soit sur une pièce opératoire.

### Caractérisation moléculaire
La mutation V600E du gène BRAF est présente dans plus de la moitié des cancers papillaires. Les mutations sur le gène RAS sont dépistées chez un quart des cancers folliculaires.

## Prise en charge
La prise en charge des cancers de la thyroïde a fait l'objet de la publication de recommandation par l' American Thyroid Association en 2015 et par la European Society of Endocrinology en 2006.
Les formes de petite taille, avec une bonne différenciation à l'examen anatomo-pathologique, nécessitent qu'une simple surveillance.

### Chirurgie
Il existe plusieurs variantes de thyroïdectomie
Le type de thyroïdectomie à privilégier fait toujours débat, en particulier en ce qui concerne la nécessité d'une thyroïdectomie totale ou subtotale pour les formes à plus bas risque. La thyroïdectomie totale (ou sub totale) doit être préférée dans les cancers papillaire de plus d'un centimètre. En règle, dans les tumeurs de petite taille, une hémithyroïdectomie est préférée.
Un curage ganglionnaire cervical peut être associé à la thyroïdectomie et son caractère extensif dépend de l'envahissement ganglionnaire régional existant, récurrentiel ou jugulo-carotidien. Son intérêt dans les formes à bas risque n'est cependant pas établi.

### Médical
- iode radioactif (radiothérapie interne) : Pour soigner ce cancer, l'iode 131 était avant 2006 (avec l’exérèse chirurgicale de la thyroïde) le premier traitement, et il était proposé presque systématiquement par les services de médecine nucléaire (à tout stade de la tumeur au moment du diagnostic). Ce traitement est particulièrement efficace chez le patient jeune, dans les formes captant l'iode et avec de petites métastases[35]. Ce traitement dont l'efficacité n'est pas contestée n’avait cependant jamais été scientifiquement évalué en terme risques/bénéfices (conséquences secondaires différées en particulier). Il existe cependant une augmentation de risque de second cancer à moyen et long terme. De plus, un certain nombre de cancers ne captent pas l'iode ce qui rend inefficace ce traitement.
- radiothérapie externe
- chimiothérapie
- Le traitement substitutif aux hormones thyroïdiennes est naturellement indispensable, la thyroïdectomie totale ou l'iode radioactif pouvant entraîner une hypothyroïdie. De plus, les cancers différenciés conservent des récepteurs à la TSH et le niveau sanguin de ce dernier est corrélé avec le risque de cancer de la thyroïde ainsi qu'avec des formes plus agressives[36]. Donner des hormones thyroïdiennes pour parvenir à baisser le taux de TSH en deçà de la normale (équivalent à une hyperthyroïdie modérée) semble améliorer le pronostic[37].

### Pronostic
| Type du Cancer thyroïdien | Taux de survie à 5 ans | Taux de survie à 5 ans | Taux de survie à 5 ans | Taux de survie à 5 ans | Taux de survie à 5 ans | Taux de survie à 10 ans |
| Type du Cancer thyroïdien | Stade de cancer I      | Stade II               | Stade III              | Stade IV               | Total                  | Total                   |
| ------------------------- | ---------------------- | ---------------------- | ---------------------- | ---------------------- | ---------------------- | ----------------------- |
| Papillaire                | 100 %                  | 100 %                  | 93 %                   | 51 %                   | 96 % ou 97 %           | 93 %                    |
| Folliculaire              | 100 %                  | 100 %                  | 71 %                   | 50 %                   | 91 %                   | 85 %                    |
| Médullaire                | 100 %                  | 98 %                   | 81 %                   | 28 %                   | 80 %, 83 % ou 86 %     | 75 %                    |
| Anaplasique               | (toujours stade IV)    | (toujours stade IV)    | (toujours stade IV)    | 7 %                    | 7 % ou 14 %            | ND                      |

### Suivi des patients
Un consensus professionnel a été établi en Europe.

## Prévention

### Pistes de recherche
La resensibilisation de la tumeur à l'iode, permettant une sensibilité à l'iode radioactif sur une tumeur précédemment résistante, est une voie de recherche. Des tests avec un acide rétinoïque montrent une resensibilisation dans un cinquième des cas. Le selumetinib semble prometteur.
Une étude de 2019 met en évidence des interactions croisées entre fibroblastes et cellules tumorales, qui augmentent les capacités de prolifération et d'invasion des cellules malignes dans la forme anaplasique, ouvrant la voie à de nouvelles pistes de traitement,.